# Лисенко Андрій Миколайович
Андрі́й Микола́йович Ли́сенко (нар. 4 листопада 1968, м. Донецьк) — український військовий журналіст. Речник Генеральної прокуратури України.

## Біографія
Народився 4 листопада 1968 року в місті Донецьк. У 1992 році закінчив Львівське вище військове училище, журналіст, «Військова журналістика»; Київський військовий гуманітарний інститут (1996), «Журналістика».
Листопад 1986 — грудень 2007 — служба в армії. У 2004 році працював на посаді офіцера пресцентру 6-ї окремої механізованої бригади Збройних сил України в Ель-Куті, Ірак.
Січень 2008 — квітень 2010 — помічник-консультант Апарату Верховної Ради України.
Квітень 2010 — травень 2012 — спеціальний кореспондент, політичний оглядач Дирекції телерадіопрограм Управління справами Верховної Ради України.
Травень 2012 — січень 2014 — головний консультант, заступник керівника Головного управління пресслужби та комунікацій — керівник управління пресслужби Адміністрації Президента України.
З літа 2014 по зиму 2017 року щоденно о 12:30 за київським часом виступав із пресбрифінгами з повідомленнями про події в районі проведення АТО.
Речник Інформаційно-аналітичного центру Ради національної безпеки і оборони України (червень — листопад 2014 р.).
Речник Антитерористичної операції (листопад 2014 — березень 2015 р.).
Речник Адміністрації Президента України з питань АТО (березня 2015 — вересень 2016 р.).
Речник Міністерства оборони України з питань АТО (вересень 2016 — грудень 2017 р.).
Речник Генеральної прокуратури України (з грудня 2017 р.).

## Нагороди та відзнаки
- Заслужений журналіст України (2004).
- Державний службовець 5 рангу (2013)[4]